# Lista över fiktiva personer av Terry Pratchett
Det här är en lista över fiktiva personer skapade av författaren Terry Pratchett.

## A
- A'tuin är den stora sköldpadda som bär upp Skivvärlden[1].
- Agnes Nitt är en ung häxa[2].
- Albert är Dödens betjänt och lever i Dödens dimension.

## B
- Bagaget är en vandrande kista som följer efter Rensvind[3].
- Berilia är en av de fyra elefanter som bär upp Skivan.
- Bibliotekarien är en apa som arbetar på Osynliga Universitetet.
- Brutha är en religiös person som blir utvald av den store guden Om[1].

## C
- Clodpool är historiemunken Wens lärling[4].
- Cohen Barbaren är en gammal barbarhjälte som är med i Spännande tider[3].

## D
- Dekanus är en trollkarl som väger runt 130 kilo[3].
- Döden är ett skelett som mäter ut tiden för allas död och hämtar deras själar. Han är en av de fem ryttare som förebådar apokalypsen[5].

## E
- En Sol Spegel var den legendariska kejsare som enade det Agateanska Imperiet[3].

## G
- Grubblemus Stibbons, uppfinnare av Hex och trollkarl[3].

## J
- Jerakeen är en av de fyra elefanter som bär upp Skivan.
- Jeremy är en Ankh-Morpokiansk klockmakare som är son till Tiden och har en "andra kropp" i form av historiemunken Lobsang[6].

## K
- Kaos, en av de fem ryttare som förebådar apokalypsen, men som lämnade dessa innan de blev berömda. Han arbetar som mjölkbud i Ankh-Morpork under pseudonymen Soak.
- Krig, en av de fem ryttarna som förebådar apokalypsen.

## L
- Lobsang är Lu-Tzes lärling och historiemunk som är son till Tiden och har en "andra kropp" i form av Jeremy[7].
- Lord Hong är en agateansk lord med maktambitioner från Spännande tider[3].
- Lord McSweeny är en agateansk lord från Spännande tider[3].
- Lord Sung är en agateansk lord från Spännande tider[3].
- Lord Tang är en agateansk lord från Spännande tider[3].
- Lord Fang är en agateansk lord från Spännande tider[3].
- Lu-Tze är en legendarisk historiemunk som har lärlingen Lobsang[7].

## M
- Mustrum Ridcully är ledare för det osynliga universitetet[3].

## P
- Pest, en av de fem ryttare som förebådar apokalypsen[5].

## S
- Skattmästaren är en delvis galen medlem av det Osynliga Universitetets anställda[3].
- Svarta Aliss var en häxa som var mycket grym men till slut blev inknuffad i en ugn av ett par barn[2].
- Svält är en av de fem ryttare som förebådar apokalypsen[5].

## T
- Tre Tjudrade Oxar är en agateansk revolutionär i Spännande tider[3].
- Tvåblomster är den person som ger Rensvind Bagaget.
- Två Eld Ört utger sig för att vara en agateansk revolutionär men som lyder Lord Hong.
- T'Phon är en av de fyra elefanter som bär upp Skivan.
- Tubul är en av de fyra elefanter som bär upp Skivan.

## W
- Wen är den första historiemunken, som sedan har blivit en legend[4].